# Borgo Maggiore
Borgo Maggiore ist eine Gemeinde (italienisch Comune, san-marinesisch Castello) in der Republik San Marino.

## Geografie

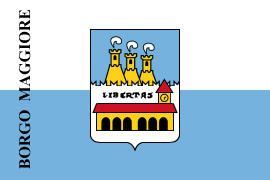
Flagge von Borgo Maggiore

Borgo Maggiore hat 6.952 Einwohner und eine Fläche von 9,01 km².
Der Ort grenzt an die san-marinesischen Gemeinden Serravalle, Domagnano, Faetano, Fiorentino, San Marino und Acquaviva sowie an die italienische Gemeinde Verucchio (Provinz Rimini).
Zu Borgo Maggiore gehören die Ortsteile (italienisch Frazione, san-marinesisch Curazie) Cà Melone (360 m s.l.m.), Cà Rigo (148 m), Cailungo (360 m), San Giovanni sotto le Penne (460 m), Valdragone (466 m) und Ventoso (360 m).
Der Hauptort der Gemeinde ist die zweitgrößte Stadt des Landes, nach dem Ballungszentrum Dogana in der Gemeinde Serravalle, und liegt zu Füßen des Bergs Titano.

## Geschichte
Einst hieß der Ort Mercatale (Marktflecken) und ist bis heute einer der bedeutendsten Marktorte der Republik geblieben. Der erste dokumentierte Markt im Ort fand 1243 statt. Am Ende des 13. Jahrhunderts gehörten der Ort sowie die eigenständigen Gemeinden Cailungo und San Giovanni sotto le Penne den zehn Gualdarie von San Marino an. 1879 wurde der Ort in Borgo Maggiore umbenannt.

## Sehenswürdigkeiten
Im Zentrum des Hauptortes befindet sich die Piazza Grande (Großer Platz), auf dem jeden Donnerstag der traditionelle Markt gehalten wird.
Der Platz wird von einem Palast aus dem 17. Jahrhundert beherrscht, dessen Uhrturm (Torre dell’Orologio) Francesco Azzurri 1896 entworfen hat. Ebenfalls an der Piazza Grande befindet sich die Chiesa del Suffragio (dt. Kirche der Fürbitte) aus dem 18. Jahrhundert, die dem hl. Sant’Antimo geweiht wurde.
An der Autobahnausfahrt von Borgo Maggiore befindet sich das moderne Santuario della Beata Vergine della Consolazione (dt. Heiligtum unserer seligen Frau der Tröstung), welches von Giacomo Michelucci im Jahre 1958 entworfen wurde.

## Verkehr
Die Luftseilbahn Funivia di San Marino führt aus dem Ort auf den Berg Titano hinauf zur Hauptstadt San Marino. Borgo Maggiore verfügt über einen der beiden Hubschrauberlandeplätze der Republik (der andere befindet sich auf der Aviosuperficie Torraccia in Domagnano).

## Sport
Borgo Maggiore ist mit den Mannschaften SP Cailungo, AC Libertas und SS San Giovanni in der Liga Campionato Sammarinese di Calcio vertreten.

## Gemeindepartnerschaften
- Żurrieq, Malta, seit 2000[2]

## Söhne und Töchter des Ortes
- Gino Giacomini (1878–1962), Politiker
- Simone Celli (* 1982), Politiker
- Manuel Poggiali (* 1983), Motorsportler
- Enrico Carattoni (* 1985), Politiker
- Vanessa D’Ambrosio (* 1988), Politikerin
- Giacomo Simoncini (* 1994), Sportmanager und Politiker
- Elia Benedettini (* 1995), Fußballtorhüter
- Federica Selva (* 1996), Skirennläuferin
- Alessandra Gasparelli (* 2004), Sprinterin

## Bilder

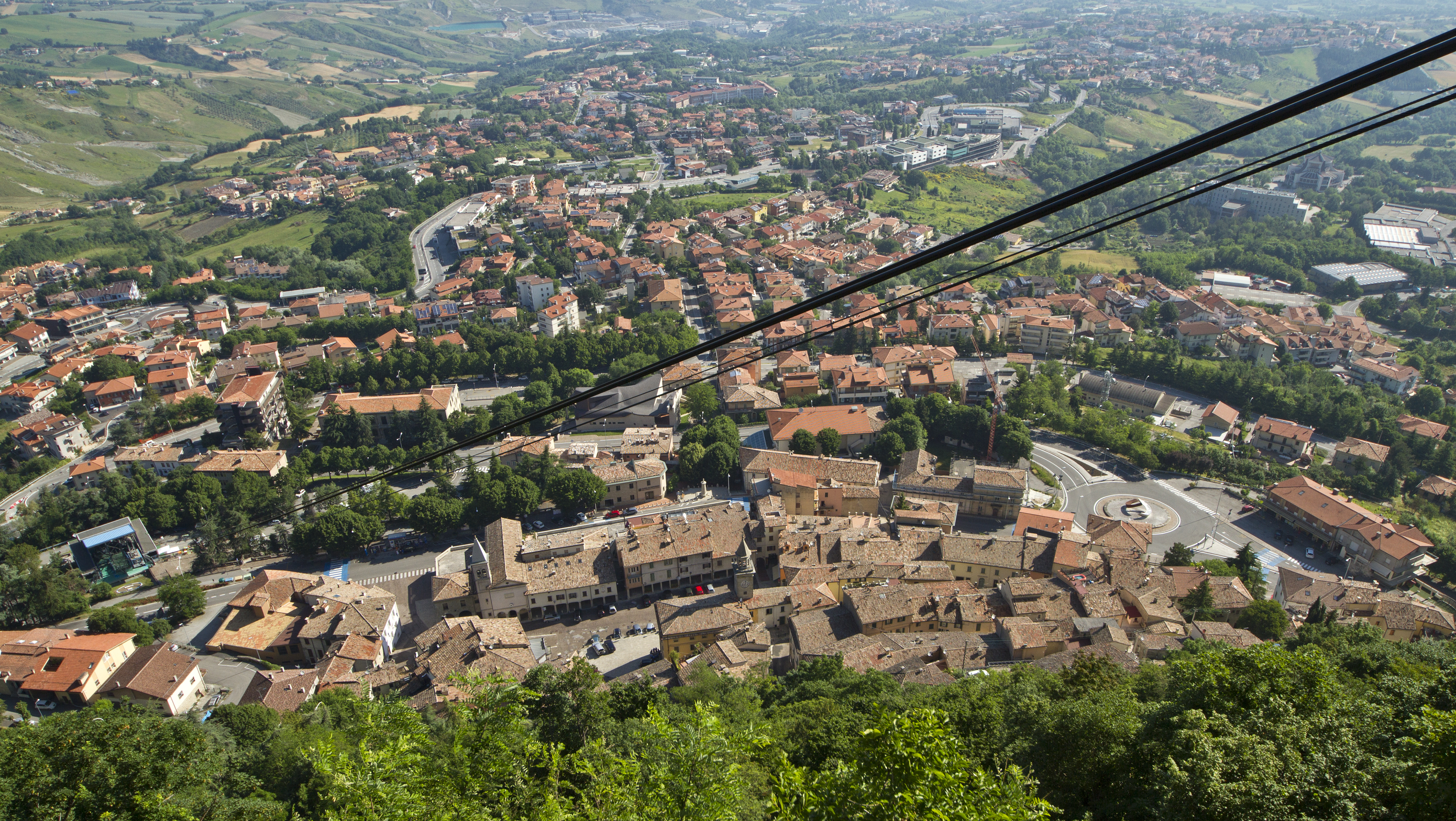
Panorama von Borgo Maggiore
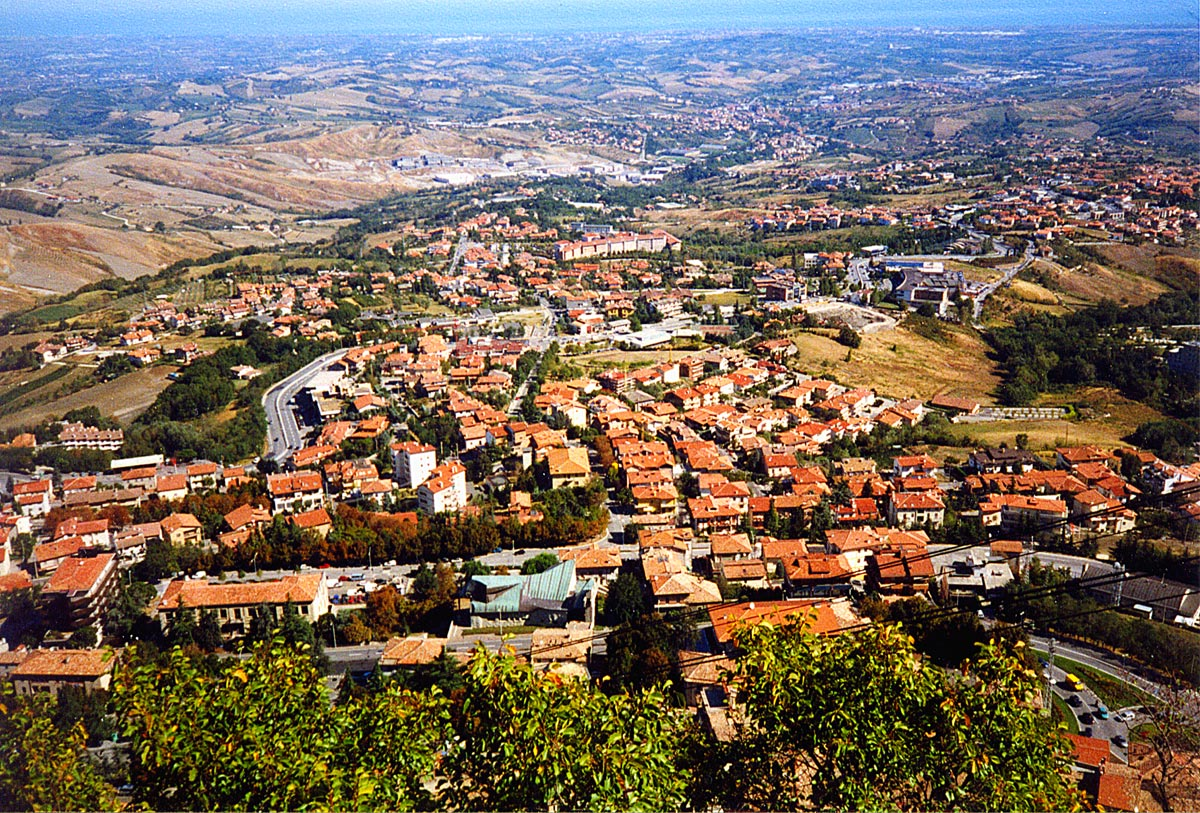
Panorama von Borgo Maggiore (2005)
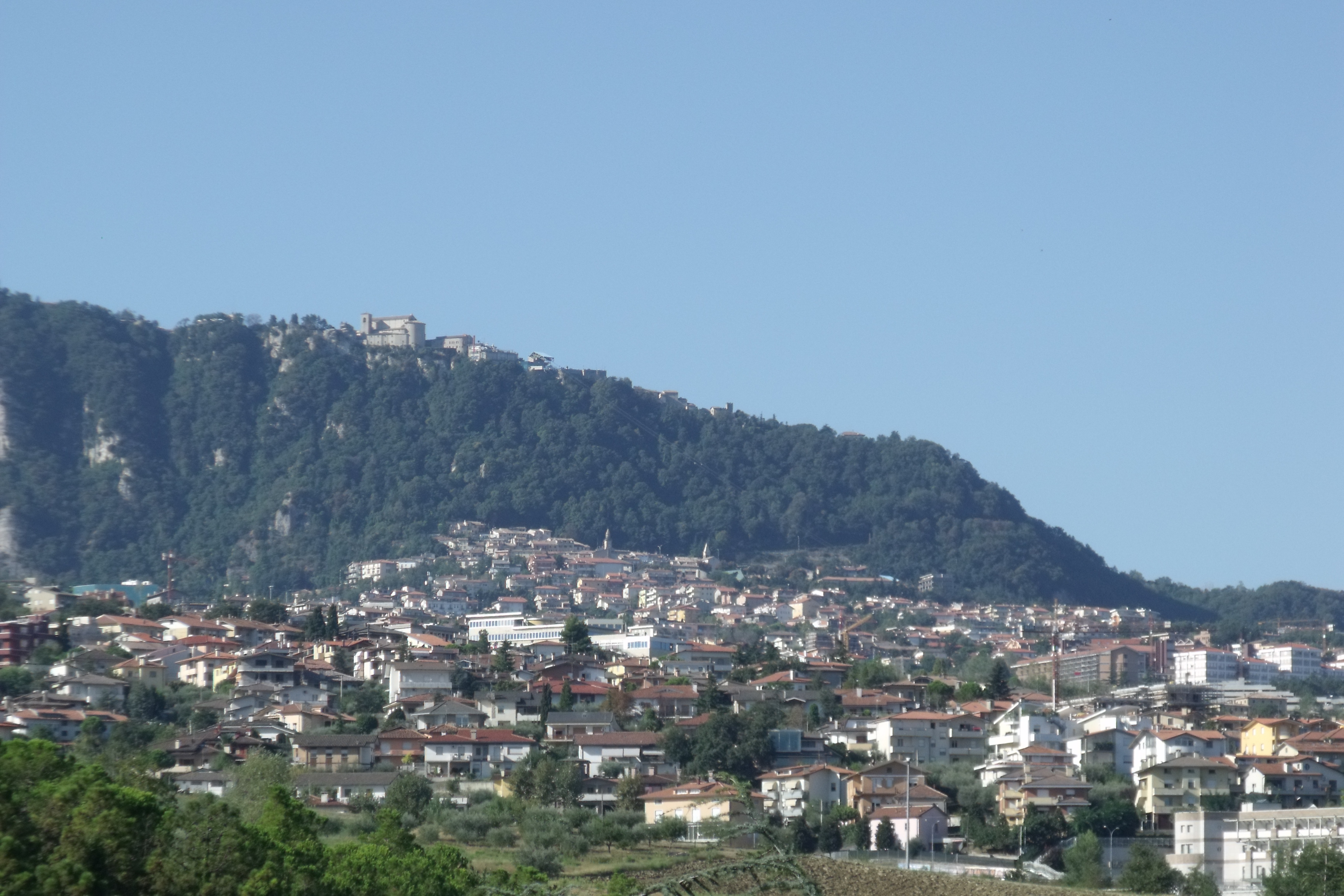
Panorama von Borgo Maggiore und Domagnano (vorne) unter der Basilika in San Marino Stadt
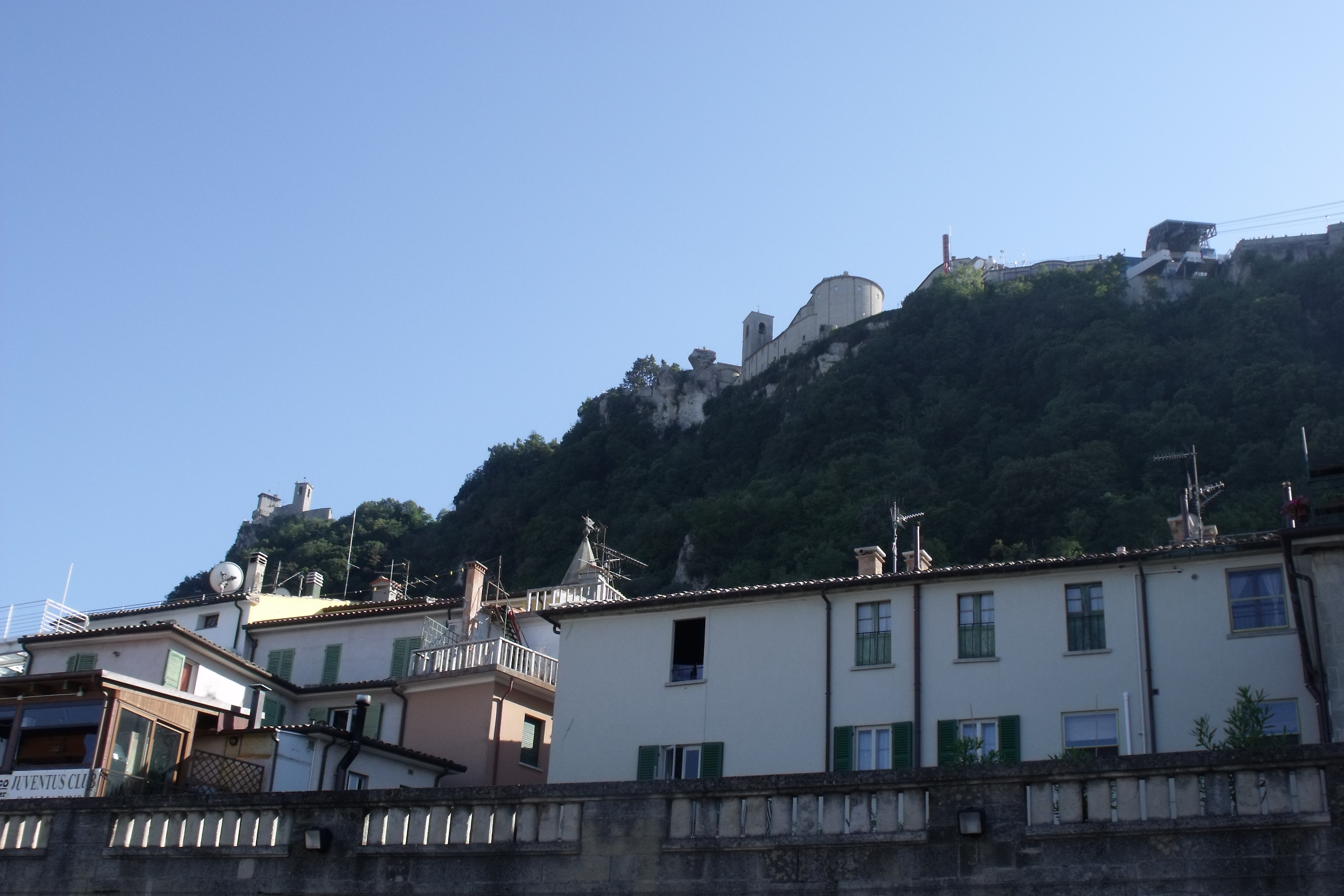
Borgo Maggiore
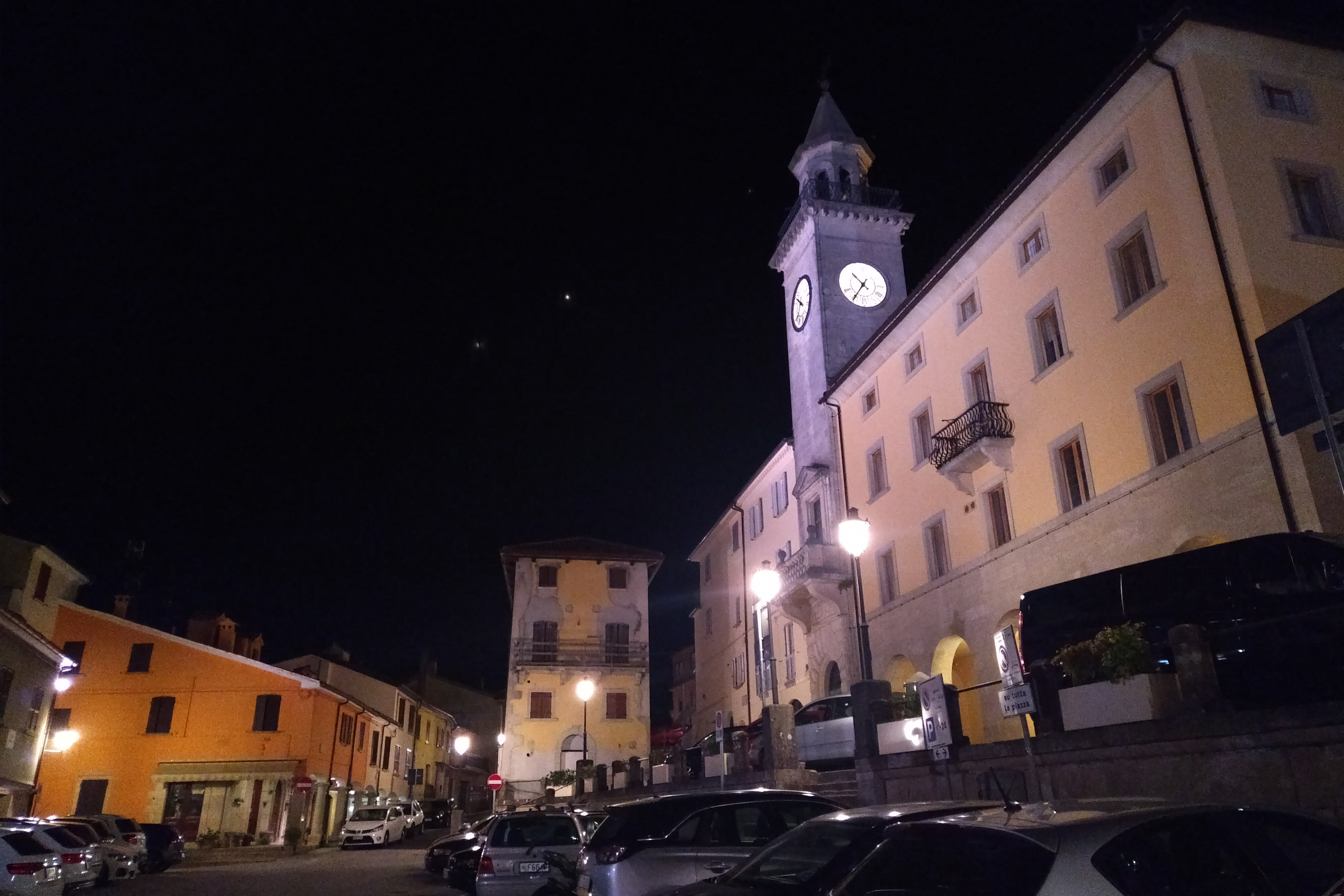
Platz mit Turm von 1896
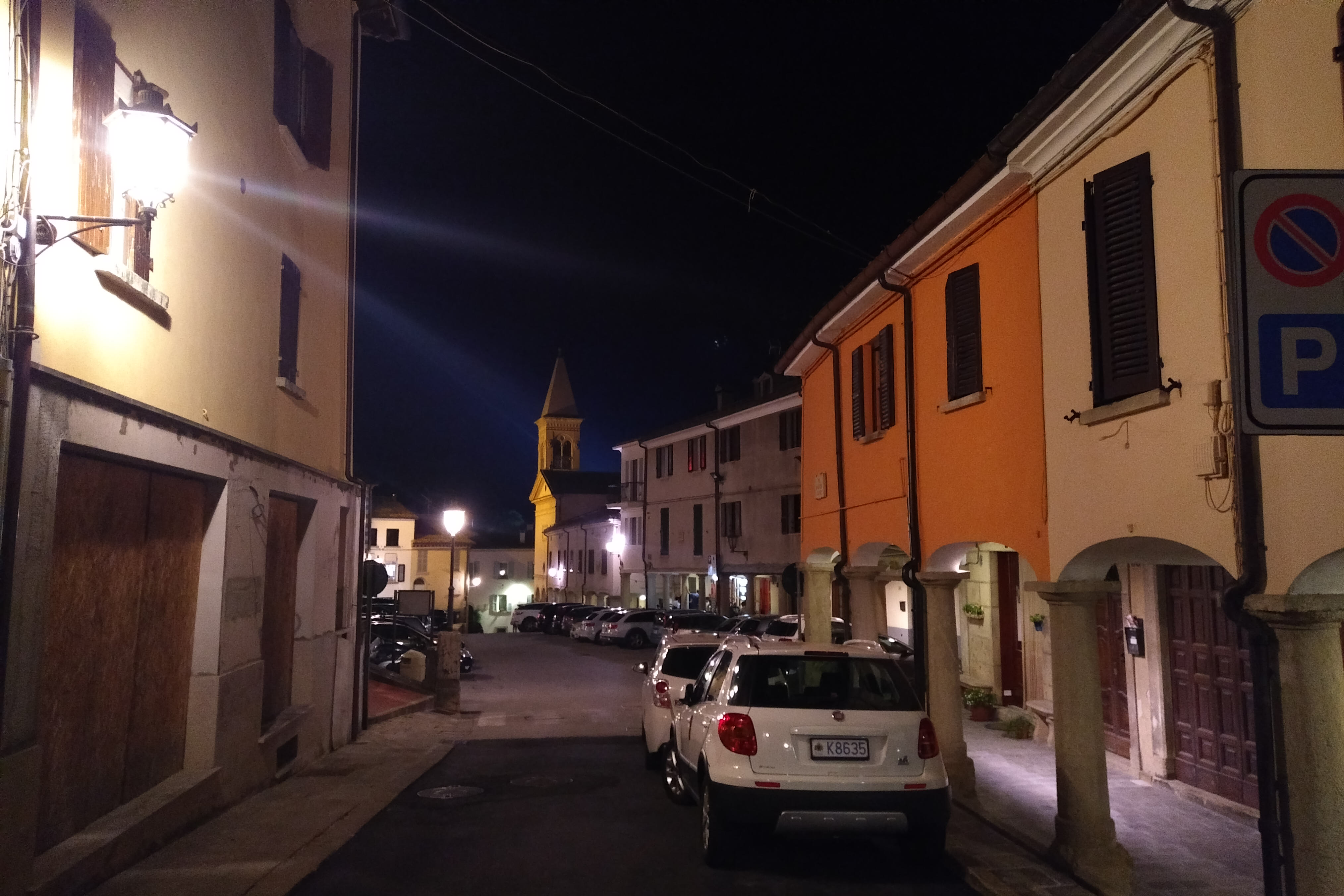
Blick von einer Gasse Richtung Platz